# (1894) Haffner
(1894) Haffner es un asteroide perteneciente al cinturón de asteroides descubierto el 26 de octubre de 1971 por Luboš Kohoutek desde el observatorio de Hamburgo-Bergedorf, Alemania.

## Designación y nombre
Haffner se designó inicialmente como 1971 UH.
Más tarde fue nombrado en honor del astrónomo alemán Hans Haffner (1912-1977).

## Características orbitales
Haffner orbita a una distancia media del Sol de 2,887 ua, pudiendo acercarse hasta 2,674 ua. Su inclinación orbital es 0,9094° y la excentricidad 0,07364. Emplea 1792 días en completar una órbita alrededor del Sol.